# 兵庫県道727号豊岡出石インター線
兵庫県道727号豊岡出石インター線（ひょうごけんどう727ごう とよおかいずしインターせん）は、兵庫県豊岡市を通る一般県道である。

## 概要
豊岡市戸牧（）にある国道426号交点から北近畿豊岡自動車道の豊岡出石ICに至る。豊岡市街地と豊岡出石ICを連絡し、但馬空港や公立豊岡病院などへのアクセスの向上を目的に建設された。事業化時の総事業費算定は約9.4億円で、4車線道路であり、延長600 mのうち280 mには歩道が存在する。
2015年（平成27年）4月1日に県道として認定され、2024年（令和6年）7月5日に路線名が「豊岡インター線」から「豊岡出石インター線」に変更され、同年9月23日に豊岡出石インター開通とともに全線供用された。

### 路線データ
県道の認定告示に基づく整理番号、路線名、起終点および重要な経過地は次のとおり。
- 整理番号：727[5]
- 路線名：豊岡出石インター線[5]
- 起点：豊岡市戸牧[5]（豊岡病院前交差点、国道426号交点）
- 終点：豊岡出石インター[5]（豊岡市戸牧、北近畿豊岡自動車道豊岡出石IC、兵庫県道50号但馬空港線終点）
- 重要な経過地：なし[5]
- 総延長：620 m[1]

## 歴史
- 2015年（平成27年）4月1日 - 兵庫県告示第297号により豊岡インター線として路線認定[2]。
- 2024年（令和6年）
  - 7月5日 - 兵庫県告示第644号により路線名が豊岡出石インター線に変更[5]。
  - 9月23日 - 豊岡出石IC開通と同時に本路線の豊岡市戸牧の延長0.6 kmが開通[1][3]。

## 地理

### 通過する自治体
- 豊岡市

### 交差する道路
| 交差する道路                                  | 交差する場所 | 交差する場所            |
| --------------------------------------------- | ------------ | ----------------------- |
| 国道426号                                     | 戸牧（）     | 豊岡病院前交差点 / 起点 |
| E72 北近畿豊岡自動車道 兵庫県道50号但馬空港線 | 戸牧         | 豊岡出石IC / 終点       |

### 沿線
- 公立豊岡病院